# محمد جمال الدين (سلطان المالديف)
سلطان محمد جمال الدين (الديفيهي: އައްސުލޠާން މުޙައްމަދުލް ޖަމީލް ސިރީ ބަވަނަ ސޫޖާ މަހާރަދުން) كان زوج الملكة خديجة ووزيرها. اعتلى العرش عام 1363 عن طريق إجبار زوجته (الملكة خديجة) على التنازل عن العرش. اغتيل السلطان محمد جمال الدين من قبل زوجته في 1364، واستعادت عرشها مرة أخرى.